# 川上音二郎
川上 音二郎（かわかみ おとじろう、文久4年1月1日〈1864年2月8日〉- 1911年〈明治44年〉11月11日）は、筑前黒田藩（福岡藩）出身の「オッペケペー節」で一世を風靡した興行師・芸術家で、新派劇の創始者。川上の始めた書生芝居、壮士芝居はやがて新派となり、旧劇（歌舞伎）をしのぐ人気を博した。「新派劇の父」と称されている。
幼名は川上 音吉（かわかみ おときち）。上方噺家としての名跡は浮世亭 ◯◯（うきよてい まるまる）。号は歎水。

## 経歴

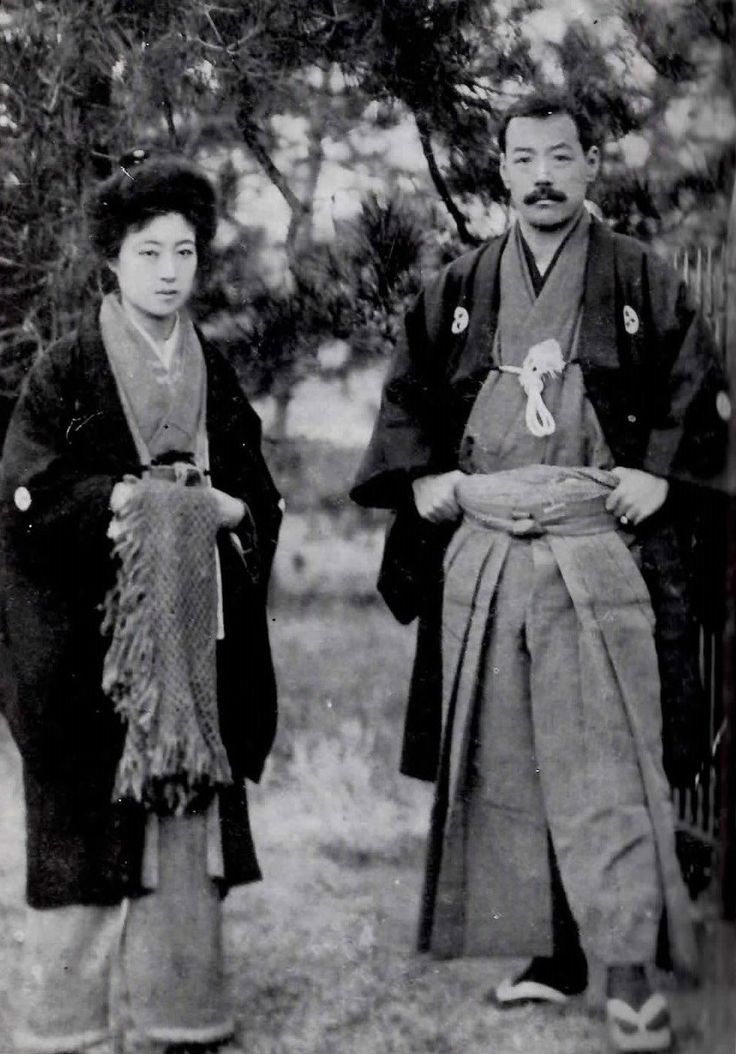
川上音二郎（右）、妻・貞奴と

### 生い立ち
1864年（文久4年）、筑前国博多中対馬小路町、現在の福岡市博多区対馬小路に生まれた。福岡藩主黒田氏の郷士及び豪商・川上専蔵の子。論語や孟子を学び、旧制福岡中学校の前身に進学するが、継母と折り合いが悪く、1878年（明治11年）、家を飛び出し大阪へ密航。見つかるが出奔し東京へ行った。
無銭飲食で追われつつ東京にたどり着き、口入れ屋・「桂庵」の奉公人に転がり込むが長続きせず、吉原遊廓などを転々とする。
増上寺の小僧をしていた時に、毎朝寺に散歩に来る福澤諭吉と出会い、慶應義塾の学僕（雑用を手伝いながら勉強する生徒）・書生として慶應義塾に学び、一時は警視庁巡査となる。しかし長続きせず、反政府の自由党の壮士となったとか、1883年（明治16年）には立憲帝政党員となると言われたが、真偽は不明。（井上理恵著『川上音二郎と貞奴　明治の演劇はじまる』社会評論社参照）旧福岡藩士を中心にした玄洋社の結成に参加している。

### オッペケペー節
1883年頃から、「自由童子」と名乗り、大阪を中心に政府攻撃の演説、新聞発行などの運動を行って度々検挙された。1883年9月13日、内務省より集会条例第6条違反で1年間政治演説を禁止された。1885年に講談師の鑑札を取得。自由民権運動の弾圧が激しさを増した1887年（明治20年）には「改良演劇」と銘打ち、一座を率いて興行を行った。また、落語家の桂文之助（後の二代目曽呂利新左衛門）に入門、浮世亭◯◯（うきよてい まるまる）と名乗った。1888年には京都の笑福亭で「獄中手枕の夢」という絵看板を出して落語をやっていたが、治安の妨害ありとして警察より興行を停止される。
やがて世情を風刺した『オッペケペー節』（三代目桂藤兵衛作）を寄席で歌い、1889年（明治22年）から1894・95年（明治27・28年）の日清戦争時に最高潮を迎えての大評判となる。　
1891年（明治24年）、泉岳寺にある赤穂義士の墓が荒れ果てているのを見て、貧者救済の名目で寄付をした。同寺は「首洗いの井戸」を整備した。
川上一座は書生や壮士ら素人を集めたもので、書生芝居、壮士芝居と呼ばれた。1891年（明治24年）2月、書生芝居を堺市の卯の日座で旗揚げ。同年、東京の中村座で「板垣君遭難実記」などを上演。東京でもオッペケペー節が大流行した。川上は1893年1月1日、鳥越座の初日をまえに突然神戸からフランスへ渡り、2か月ほどの短い間だがパリの演劇事情を視察した。
1894年、郷土の先輩である金子堅太郎の媒酌で、人気芸者の貞奴（本名：小山 貞）と結婚した。伊藤博文が貞奴をひいきにしており、伊藤博文の三羽カラスといわれた金子堅太郎に媒酌の役目が回ってきたとも。

### 戦争劇・新派劇
1894年、日清戦争が始まると、いち早く戦争劇「壮絶快絶日清戦争」（9月浅草座で初演）を仕立てた。続いて川上は朝鮮半島に渡って戦地の状況を実見し、それをもとに「川上音二郎戦地見聞日記」を上演。これらの戦争劇は大評判となった。
翌1895年、歌舞伎座の舞台で「威海衛陥落」を上演した。歌舞伎の殿堂に素人あがりの役者が出るのは異例のことであり、劇通の人々を驚かせた（市川團十郎は、川上が歌舞伎座の桧舞台を踏んだことに激怒し、舞台を削り直させたと言われる）。同年末には、泉鏡花の小説を舞台化した「滝の白糸」を浅草座で上演。
1896年（明治29年）7月2日、 東京市神田区に川上座を開場した。この時期の詳細は、海外資料豊富な井上理恵著『川上音二郎と貞奴　明治の演劇はじまる』に詳しい。
1898年（明治31年）3月と8月、第5回総選挙と第6回総選挙に出馬し、ともに落選。資金繰りの為に川上座を手放す（この詳細は不明）。
妻・姪・愛犬とともに、築地からボートに乗り下田市までいく。そこからまた修繕したボートにのり、翌1899年に神戸に到着する。

### 海外興行・翻訳劇
1899年（明治32年）、渡米して現地で興行を行う。このとき、妻・貞奴が舞台に立つことになった。シカゴやボストン、サンフランシスコなどで甚五郎や道成寺などを披露し、東洋の珍しい演劇として話題を集めた。ニューヨークでは、アルフォンス・ドーデ原作の『サッフォー』を日本版に翻案した芝居も演じた。これは、近くの劇場でイギリスの女優オルガ・ネザソール（Olga Nethersole）が『サッフォー』(en)を演じたところ、猥褻を理由にニューヨーク悪徳弾圧協会やニューヨーク母親クラブなどから非難を受け、逮捕されるという事件が起こったことを受け、この騒ぎを利用して話題を集めるために音二郎が急遽一晩で作り上げたもの（？）。ネザソール版と逆に純愛話に仕立てたところ、ネザソールを弾圧した人々から賞賛を受け、それまで3日かかったのと同じ数のチケットが1日で売れた。貞奴は貴婦人協会に招かれ、女優クラブの名誉会員に選ばれた。第一回海外巡業については、井上理恵著『川上音二郎と貞奴　２　世界を巡演する』(社会評論社2015年）に詳しい。
1900年（明治33年）には、日本通で知られるロンドンのアーサー・ディオシーの歓迎を受け、彼の友人の舞踏家ロイ・フラーや女優サラ・ベルナールに紹介され、フラーの支援を受けて パリ万博で公演し、米国興行に続いて人気を博した。翌年、いったん帰国したあと、再びヨーロッパに渡り、1902年に帰国した。欧米巡業中、1902年（明治35年）11月1日に大日本帝国の俳優として初めて勲章を授与される。フランス大統領エミール・ルーベより官邸のエリゼ宮殿にて、オフシェー・ド・アカデミー三等勲章（現・芸術文化勲章）を授与。オフシェー叙勲、外国人に贈られる最高章を授章した。
1903年、日本で初めてのセリフ劇『オセロ』を日本バージョンで上演する。以後、『ハムレット』『ヴェニスの商人』などを積極的に上演し、歌舞音曲のない演劇を日本に定着させようとした。川上は「新派の祖」ではなく、「日本の近代演劇の祖」という存在になる。（井上著『川上音二郎と貞奴３　ストレートプレイ登場する』(2018年）に詳しい）
1908年（明治41年）興行師として成功し、現在の大阪市中央区北浜四丁目に洋風の劇場・帝国座を開場する。同時に帝国女優養成所を創設。また、1910年（明治43年）には博多区千代に洋風劇場の「博多座」（初代）を建設している(詳細不明）。
1911年（明治44年）、急性腹膜炎により11月4日から昏睡状態となり、11月11日に貞奴の願いにより運ばれた帝国座の舞台上で死去。享年47。「汽車が眺められるところに」という音二郎の遺言により、当時博多駅が近くにあった承天寺に葬られる。

## 著作
- 中村藤吉 編「当世新版オツペケペー」『三遊れん新作落ばなし』三友書房、1891年7月、7-10頁。 NCID BA74503544。全国書誌番号:41013339。
- 『新作オッペケペーぶし』片田長治郎、1891年8月。 NCID BB20232495。
- 『新歌オッペケペイぶし』 第2号、澤久治郎、1891年8月。 NCID BB2023251X。
- 『俳優泣せ松操藤の仇浪』岡安平九郎、1891年12月。全国書誌番号:41004250。
- 『オッペケペーぶし』山崎暁三郎、1892年2月。全国書誌番号:20000067。
- 『薔薇の花 自由艶舌』山田都一郎速記、駸々堂〈講談速記 第4集〉、1893年11月。全国書誌番号:41013353。
- 『自由の妹と背』丸山平次郎速記、駸々堂、1894年8月。全国書誌番号:41013350。
- 『自伝音二郎・貞奴』三一書房、1984年11月。 NCID BN04802666。全国書誌番号:85021016。

## 家族
子供は男の子が一人あるというが、川上の子かどうかは定かではない。姪のツルを子供のようにかわいがった。アメリカ興行にも連れていったが、金銭困窮から現地の日本人に養女に出す。青木鶴子と改名し、女優になり、早川雪洲と結婚した。

## 弟子
- 川上秋月 - 音二郎と同じ元新派の俳優で、川上元次郎と名乗った。後に寄席に出て「新講話」と名付けた、客から借りた品物をお題にした噺をつとめることを生業にした。
- 梅島昇 - 最後の弟子と伝わる、新派二枚目俳優。

## 死後

川上音二郎像

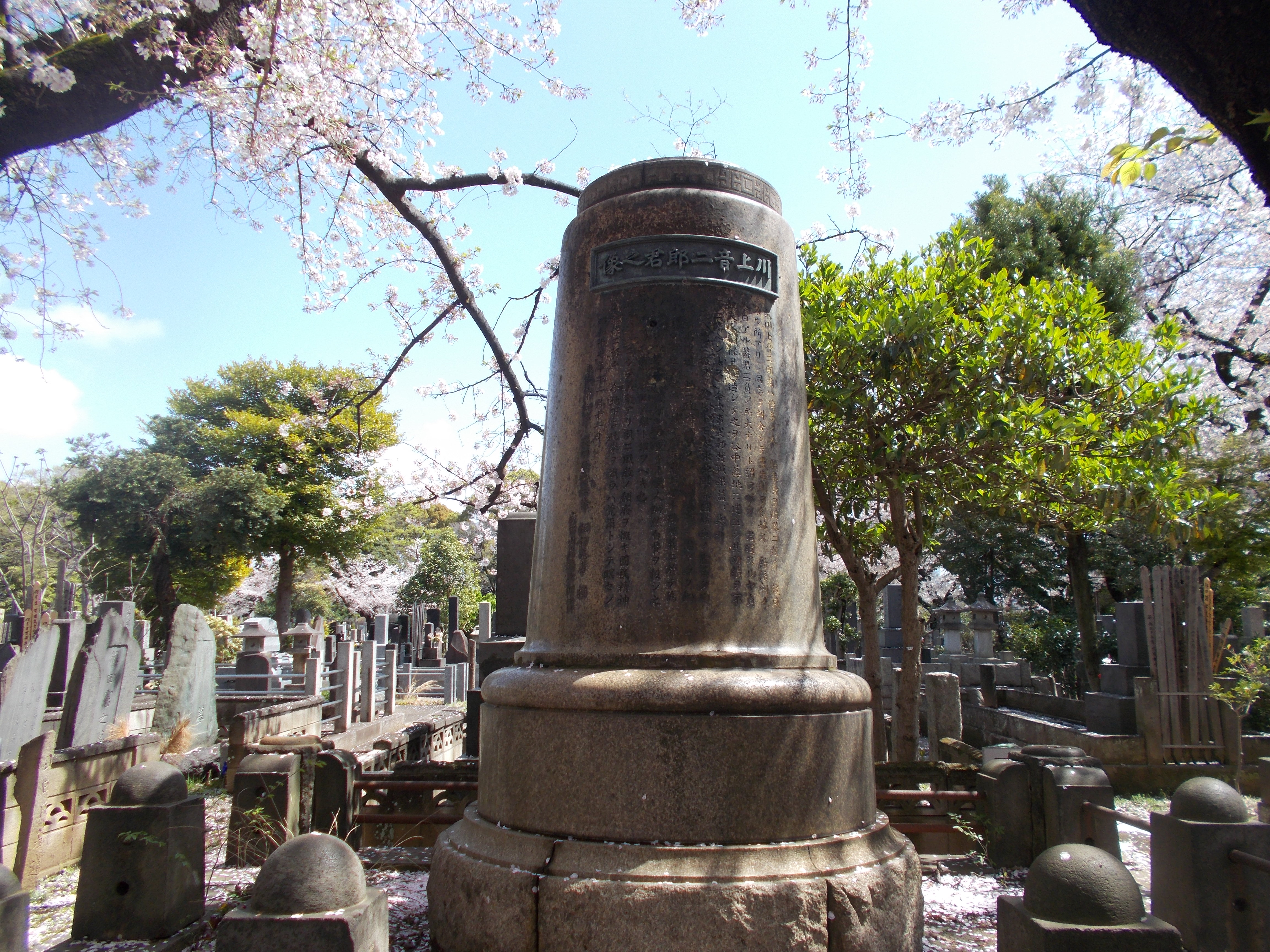
川上音二郎の碑 （谷中霊園）

- 1985年、NHKの大河ドラマで妻の川上貞奴を描いた『春の波涛』が放送された。貞奴は松坂慶子、音二郎は中村雅俊が務めた。
- 川上一座が1900年に欧米興行を行った際に録音したオッペケペー節のレコードが発見され、1997年に『甦るオッペケペー節』という題でCDが東芝EMIから発売された。ただし音二郎と貞奴の肉声は録音されていなかった（これが日本人初のレコードへの吹き込みといわれる）。
- 福岡市博多区の川端通商店街北側入口近くにある地下鉄の駅階段横には音二郎の銅像があり、道を隔てて博多座と向きあっている。
- 2007年11月のシアタークリエのこけら落しでは、三谷幸喜作・演出の『恐れを知らぬ川上音二郎一座』が上演された。川上音二郎役はユースケ・サンタマリアが務めた。
- 川上音二郎忌。命日の11月11日には川上が眠る承天寺で故人を偲んでオッペケペー節などの催しが行われている。
- 上野の谷中霊園の霊園事務所前に顕彰碑の台座が残っている（上の銅像は第二次世界大戦中の金属供出により撤去されてしまった）。
- 高輪の泉岳寺境内には川上音二郎の碑があるが、もともとは墓が「首洗いの井戸」の真後ろにあったとのこと。それが谷中に移ったともいわれる。
- 泉岳寺の檀家墓地（一般参拝者は立ち入り禁止）には川上音二郎の墓と一座の俳優達が欧州公演をした時の記念碑がある。
- 東京の神田三崎町には音二郎縁の劇場があったことを示す案内板がある。
- 音二郎と貞奴は神奈川県茅ヶ崎市に『萬松園』と称した別邸を建てて居住した。その跡地には茅ヶ崎市美術館が建てられている[16]。

## 演じた人物
- なぎら健壱 - 『北村透谷 わが冬の歌』
- 松あきら - 1982年、宝塚歌劇花組公演『夜明けの序曲』にて。
- 中村雅俊 - 1985年、NHK大河ドラマ『春の波涛』にて。
- 愛華みれ - 1999年、宝塚歌劇花組公演『夜明けの序曲』にて。
- ユースケ・サンタマリア - 2007年上演の舞台『恐れを知らぬ川上音二郎一座』（シアタークリエこけら落とし公演）にて。